# 加州大学圣巴巴拉分校工程学院
加州大学圣巴巴拉分校工程学院（英語：UCSB College of Engineering）是加州大学圣巴巴拉分校的三大学院之一。根据2011年的统计，该学院拥有教职人员145名、本科生1345名、研究生753名。根据世界大学学术排名，该学员在全球工程学院中排名第33位。